# Плешаково (Новгородская область)
Плешаково — деревня в Парфинском районе Новгородской области России. Входит в состав Федорковского сельского поселения.

## География
Деревня находится в центральной части Новгородской области, в зоне хвойно-широколиственных лесов, в пределах Приильменской низменности, на правом берегу реки Ловати, при автодороге 49Н-1318, на расстоянии примерно 6 километров (по прямой) к юго-юго-западу от Парфина, административного центра района. Абсолютная высота — 25 метров над уровнем моря.

### Климат
Климат района характеризуется как умеренно континентальный, влажный, с относительно мягкой зимой и умеренно тёплым летом. Среднегодовая многолетняя температура воздуха составляет 4,4 °С. Средняя многолетняя температура самого холодного месяца (января) составляет −8 °С (абсолютный минимум — −41 °C); самого тёплого месяца (июля) — 17,4 °C (абсолютный максимум — 35 °C). Среднегодовое количество атмосферных осадков — 684 мм, из которых большая часть выпадает в тёплый период.

### Часовой пояс
Деревня Плешаково, как и вся Новгородская область, находится в часовой зоне МСК (московское время). Смещение применяемого времени относительно UTC составляет +3:00.

## Население
| 2010 |
| ---- |
| 8    |

Согласно результатам переписи 2002 года, в национальной структуре населения русские составляли 90 % из 10 чел.